# Youssef Gaddour
Youssef Gaddour, né le 15 mars 1990 à Monastir, est un basketteur tunisien. Il évolue au poste d'ailier fort.

## Carrière
Il remporte la coupe arabe des clubs champions avec l'Étoile sportive du Sahel en 2016 contre l'Association sportive de Salé (72-62) à Sousse. Il dispute l'AfroCan 2019 au Mali et prend la septième place avec l'équipe de Tunisie.
Le 10 mars 2024, il rejoint la Jeunesse sportive kairouanaise. En août, il renforce le Club africain.

## Clubs
- 1999-2007 : Union sportive monastirienne (Tunisie)
- 2007 : Équipe fédérale tunisienne (formation ; Tunisie)
- 2007-2010 : Club africain (Tunisie)
- 2010-2012 : Union sportive monastirienne (Tunisie)
- 2012-2014 : Étoile sportive de Radès (Tunisie)
- 2014 (6 mois) : Union sportive monastirienne (Tunisie)
- 2015 (2 mois) : Ittihad Tanger (Maroc)
- 2015 (4 mois) : Association sportive d'Hammamet (Tunisie)
- 2015-2016 : Étoile sportive de Radès (Tunisie)
- 2016-2020 : Étoile sportive du Sahel (Tunisie)
- 2020-2022 : Étoile sportive de Radès (Tunisie)
- 2022-2023 : Al-Taraji (Arabie saoudite, Ligue 2)
- 2023-2024 : Al-Noor (Arabie saoudite, Ligue 2)
- 2024 : Jeunesse sportive kairouanaise (Tunisie)
- 2024-2025 : Club africain (Tunisie)
- depuis 2025 : Étoile sportive du Sahel (Tunisie)

## Palmarès

### Clubs
- Médaille d'or à la coupe arabe des clubs champions 2016 ( Tunisie)

### Équipe de Tunisie

#### Jeux olympiques
- 11e des Jeux olympiques 2012 ( Royaume-Uni)

#### Jeux méditerranéens
- Médaille de bronze aux Jeux méditerranéens de 2013 ( Turquie)